# Naïn
Naïn (arabisch نين Nain, wörtlich ‚bezaubernd‘; hebräisch ניין Najin, wörtlich 'lieblich', 'grüne Weiden'; in der Vulgata lateinisch Naim) ist eine im Neuen Testament der Bibel ausschließlich im Evangelium nach Lukas erwähnte Kleinstadt. Naïn gehört seit 2000 zum Regionalverband Bustan al-Mardsch.  

## Biblische Erzählung
In Naïn hat nach Lk 7,11–17  Jesus von Nazaret einen verstorbenen jungen Mann vor den Augen seiner bereits verwitweten Mutter zum Leben erweckt. Die biblische Erzählung wird üblicherweise als Der Jüngling von Naïn tituliert.

## Lage von Naïn

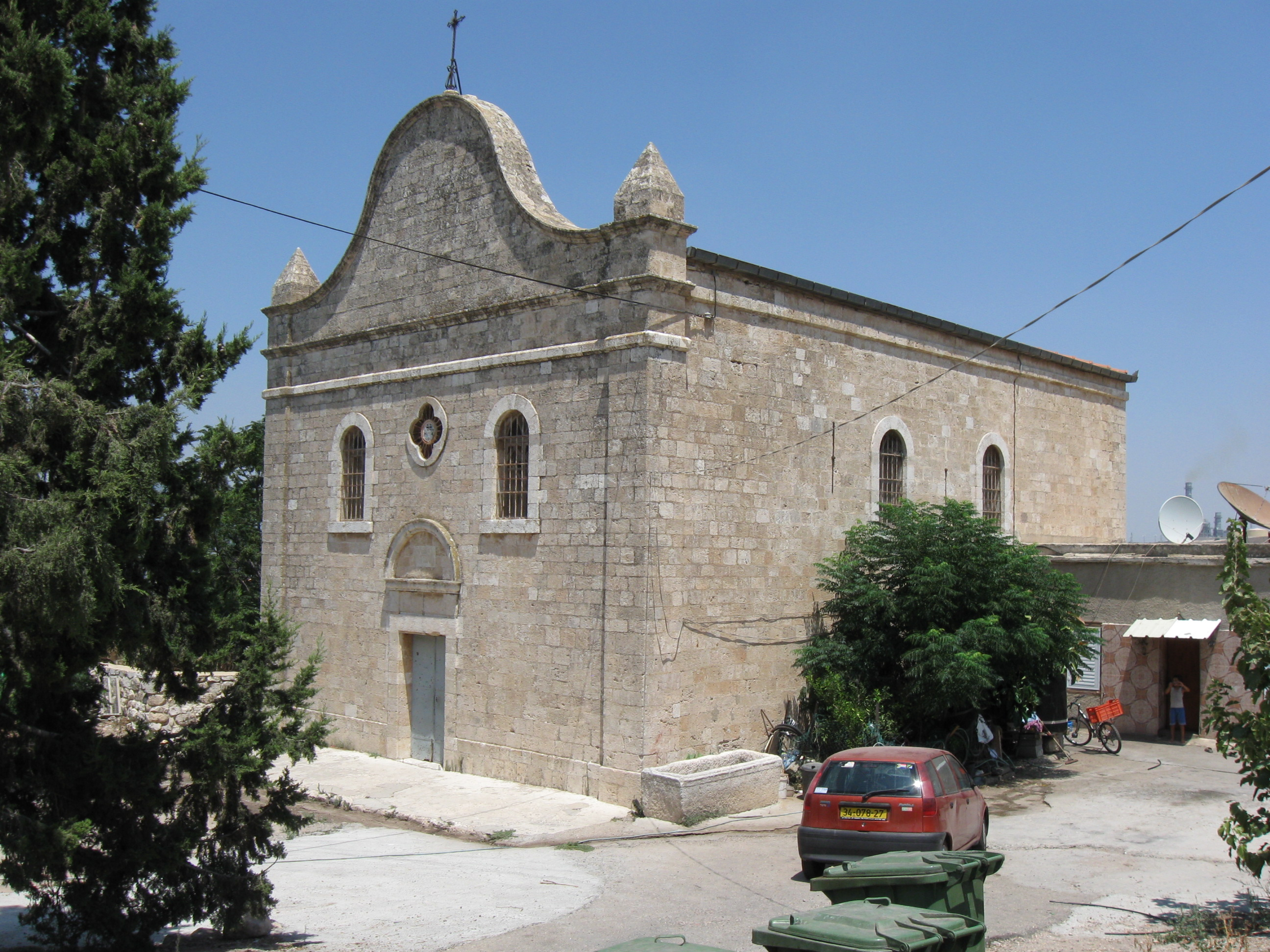
Die römisch-katholische Kirche der Erweckung des Jünglings von Naïn, Ansicht von Südwesten

Naïn liegt knapp 20 km südwestlich vom See Genezareth und 7 km südwestlich vom Berge Tabor entfernt, in einer bergigen Region, an der südlichen Grenze Galiläas zu Samarien. Jesus selbst könnte Naïn passiert haben, als er, von Kafarnaum kommend, nach Nazareth (10 km nordwestlich von Naïn) unterwegs war.
Im Jahre 1880 errichteten Franziskaner eine Kirche zum Andenken an Jesu Totenerweckung in Naïn. Heute ist Naïn trotz der Bekanntheit, die es durch seine Geschichte genießt, nach wie vor eine kleine Stadt, die Touristen frequentieren.
In Naïn lebten nach dem Zensus 1931: 189 Menschen, allesamt Muslime, in 34 Häusern. Im Ort lebten 2018 1845 Einwohner.